# 김우석 (축구 선수)
김우석(한국 한자: 金祐錫, 1996년 8월 4일 ~ )은 대한민국의 축구 선수이며 포지션은 센터백이다. 현재 K리그1 강원 FC에서 활약하고 있다.

## 축구인 경력

### 선수 경력
2016년, 대구 FC에 자유계약으로 입단하였다.
2017년 6월 25일 전북 현대 모터스와의 경기에서 프로 데뷔골을 터뜨렸다.